# Bruszilov-offenzíva
A Bruszilov-offenzíva (oroszul: Брусиловский прорыв, szó szerint „Bruszilov-áttörés”), más néven júniusi offenzíva az Orosz Birodalom legnagyobb teljesítménye volt az első világháborúban, és a világtörténelem legtöbb halálos áldozattal járó összecsapásainak egyike. Az 1916-os Bruszilov-offenzíva az Osztrák–Magyar Monarchia legsúlyosabb válságának, és az antant hatalmak legnagyobb győzelmének is értékelhető az első világháború során. Nagy erejű offenzíva volt a központi hatalmak ellen a keleti fronton, amelyet 1916. június 4-én indítottak meg. A hadművelet a mai Ukrajna területén zajlott, Lemberg, Kovel és Luck környékén. Szeptember 20-án ért véget. Az orosz előrenyomulást csak nagy veszteségek árán, kiterjedt területek elvesztése után sikerült lefékezni. A támadást az orosz Délnyugati Front parancsnokáról, Alekszej Bruszilovról nevezték el, aki a hadművelet megtervezője és irányító felelős parancsnoka volt. A központi hatalmak (főleg az Osztrák–Magyar Monarchia) haderői hatalmas, többé már nem pótolható élőerő-veszteséget szenvedtek el. A Monarchia hadereje az összeomlás szélére jutott, a világháború végéig már nem volt önálló hadművelete, haderejének irányítását fokozatosan a németek vették át. Az Orosz Birodalom is igen magas árat, 1,4 millió fős nagyságrendű emberveszteséggel fizetett a győzelemért. Habár az offenzíva fölényes orosz győzelemmel zárult és a jóval nagyobb népességű cári birodalom veszteségei népességarányosan kisebbek voltak mint a Monarchia veszteségei, az orosz nép újabb katonai kudarcnak élte meg a támadást. Egyes történészek szerint a hatalmas veszteség az egyik kiváltója az 1917-es februári orosz forradalomnak.
Augusztus 7-én Bruszilov folytatta a Kovel meghódítására irányuló offenzíváját. Augusztus 8-ra a németek és az osztrák-magyarok megállították az oroszokat, és augusztus 9-én Bruszilov leállította a Kovel további megszerzésére tett kísérleteket. Az offenzíva lényegében véget ért, Prit Buttar szerint: "A támadások még folytatódtak, amíg az őszi esők sártengerré nem alakították az utakat, de azon kívül, hogy a kései összecsapások csak tovább növelték a már így is szörnyű veszteséglistát, de az offenzíva nagyratörő eredeti  célkitűzéséből [ Bécs vagy legalább Budapest elfoglalása ] egyik sem valósult meg."

## Háttér
1916 elején Franciaország felszólította Oroszországot, segítsen csökkenteni a Verdunre nehezedő nyomást azzal, hogy támadást indít a németek ellen a keleti fronton. Abban reménykedtek, hogy Németország több alakulatot dobna át keletre, hogy megbirkózzon az orosz támadással. Az oroszok válaszul megindították a katasztrofális offenzívát a Narocs-tónál Vilna körzetében, ami közben a németek ötödannyi veszteséget szenvedtek el, mint az oroszok.
1916. április 14-én Mihail Alekszejev gyalogsági tábornok, a cári haderő vezérkari főnöke, a mogiljovi főhadiszállásra rendelte frontparancsnokait. Alekszejev nagy támadást tervezett az északnyugati és a nyugati frontszakaszon, a nyugati szövetségesek további segélykérésére válaszul. A két hadseregcsoport parancsnoka, Evert tábornok és Kuropatkin tábornok kelletlenül elfogadták a javaslatot. A naracs-tavi vereségből arra következtettek, hogy túl kevés tartalékkal és különösen kevés nehéztüzérséggel rendelkeznek. Bruszilov lovassági tábornoknak, a Délnyugati Front parancsnokának frontszakasza védelemben maradhatott volna, ugyanis ezt a terepet nem tartották támadásra alkalmasnak. Bruszilov azonban szilárdan állította, hogy a gyenge anyagi felszereltségű Délnyugati Fronttal sikeres támadást képes indítani a központi hatalmak ellen, kizárólag saját tartalékaira támaszkodva. A főhadiszállás elképzelése az volt, hogy ez elterelné a figyelmet a távolabb északon, Mologyecsno mellett tervezett fő csapásról. Bruszilov nagy erejű offenzívát javasolt a Galíciában tevékenykedő osztrák–magyar csapatok ellen. Hadműveletének a fő célja az volt, hogy némileg csökkentse a Franciaországban tevékenykedő francia és brit, valamint az isonzói fronton küzdő olasz hadseregekre nehezedő nyomást, és ha lehetséges, kiüsse az Osztrák–Magyar Monarchiát a háborúból.

## Az orosz terv
Evert tábornok, az orosz Nyugati Hadseregcsoport parancsnoka a defenzív stratégiát támogatta, és ellenezte Bruszilov offenzíváját. 1915-ben II. Miklós cár személyesen vette át a hadsereg főparancsnokságát. Evert lelkes híve volt Miklósnak és a Romanovoknak, a cár azonban jóváhagyta Bruszilov tervét. A két fő célpont Kovel és Lemberg volt, ezeket a központi hatalmak az előző évben foglalták el. Bár a főhadiszállás támogatta Bruszilov tervét, azt a kívánságát, hogy a szomszédos frontok indítsanak offenzívát az ő támogatására, gyakorlatilag elutasították.

## Előkészületek
A nyugati szövetségesek által kifejtett egyre nagyobb nyomás miatt az oroszok felgyorsították az előkészületeiket. Bruszilov négy hadsereget gyűjtött össze, amelyek összesen negyven gyaloghadosztályból és tizenöt lovashadosztályból álltak. Harminckilenc osztrák gyaloghadosztállyal és 10 lovashadosztállyal állt szemben, amelyek három sorban egymás mögött húzódó védelmi vonalon voltak elosztva, bár később a németek erősítéseket küldtek. Mivel Bruszilov tudta, hogy nem kap jelentős erősítéseket, előredobta a tartalékait az arcvonalba. Arra használta a tartalékait, hogy mintegy 300 méter hosszú és 90 méter széles fedezékeket az egész arcvonalon. Ezek menedéket jelentettek a csapatok számára, és megakadályozták, hogy az osztrákok megfigyeljék őket. Az oroszok titokban 90 méterre (néhány ponton mindössze 65 méterre) megközelítették az osztrák vonalakat. Bruszilov meglepetésszerű támadást készített elő mintegy 490 kilométeres fronton. A főhadiszállás sürgette Bruszilovot, hogy jelentős mértékben rövidítse le a támadási arcvonalszakaszt, és jóval nagyobb mértékben összpontosítsa az orosz csapatokat. Bruszilov azonban ragaszkodott a tervéhez, és a főhadiszállás engedett.

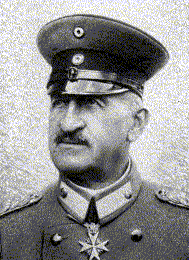
Linsingen vezérezredes
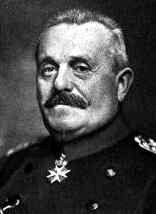
Woyrsch tábornagy
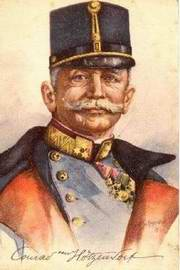
Conrad vezérezredes
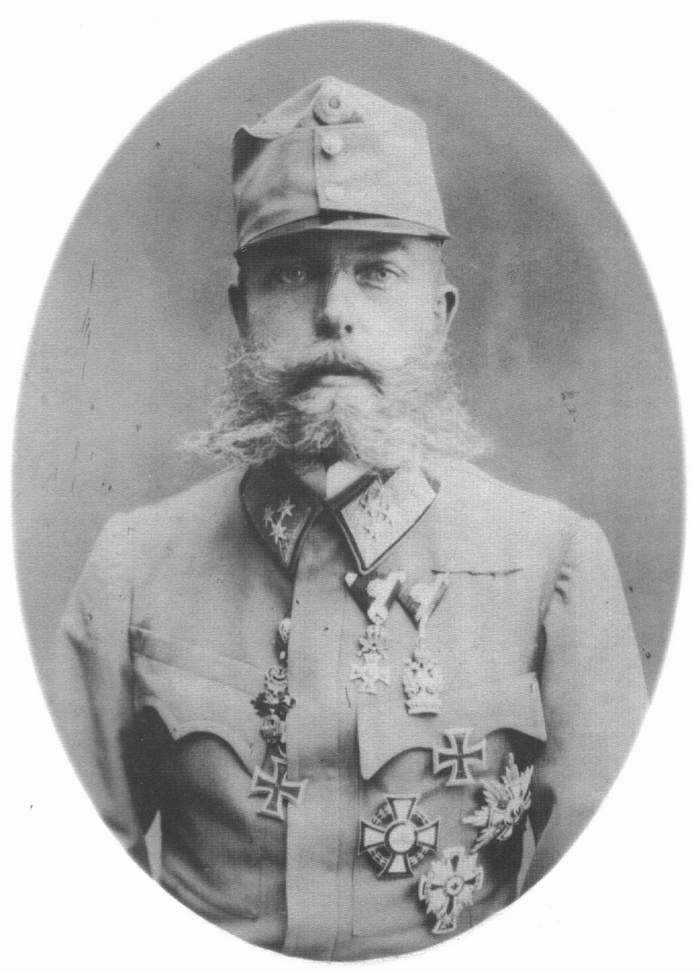
József Ferdinánd fhg. tábornagy
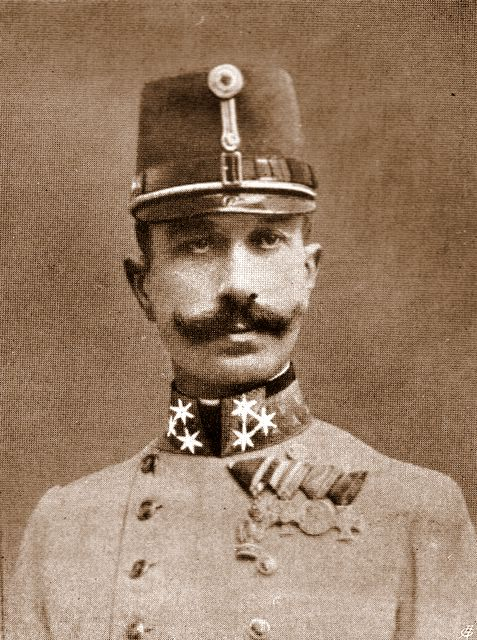
Böhm-Ermolli vezérezredes
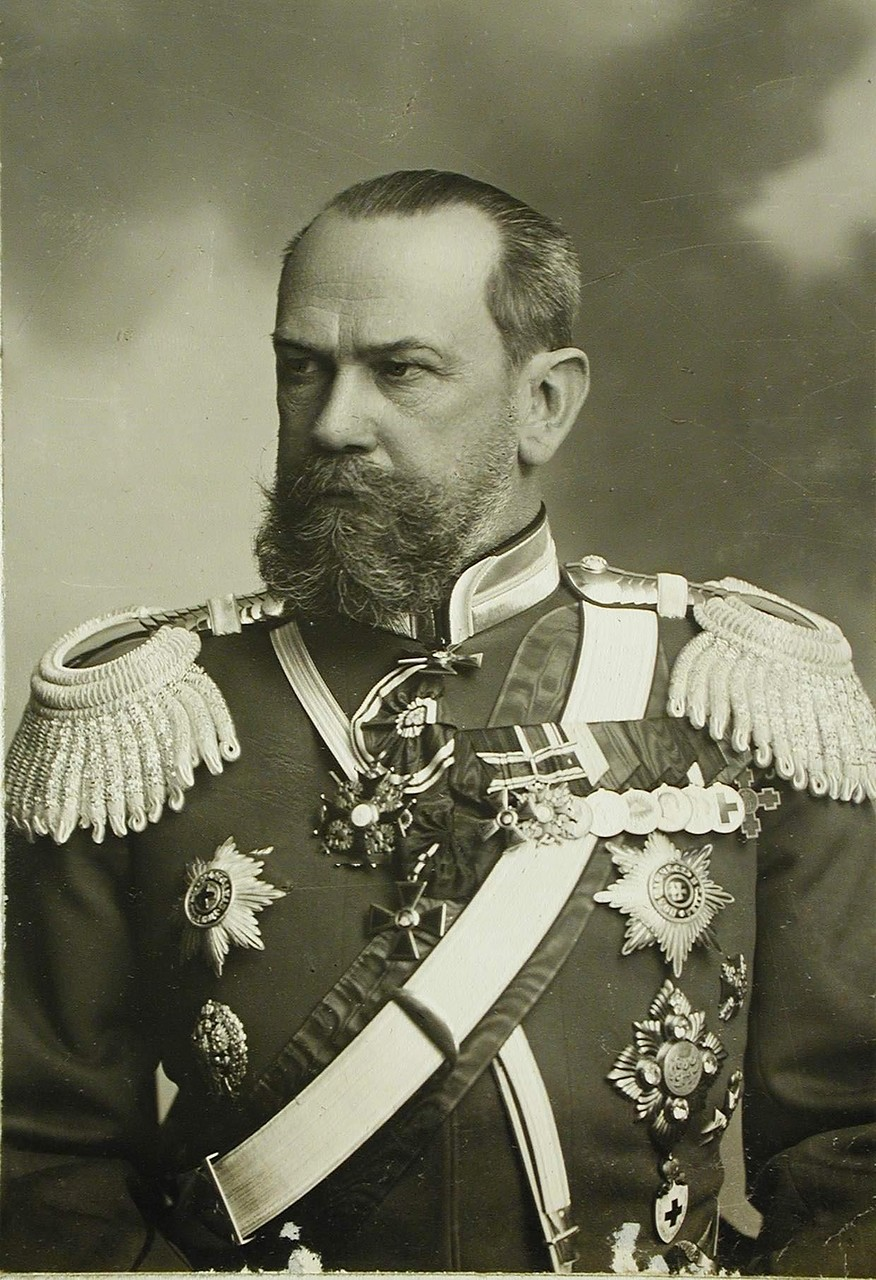
Alekszej J. Evert tábornok
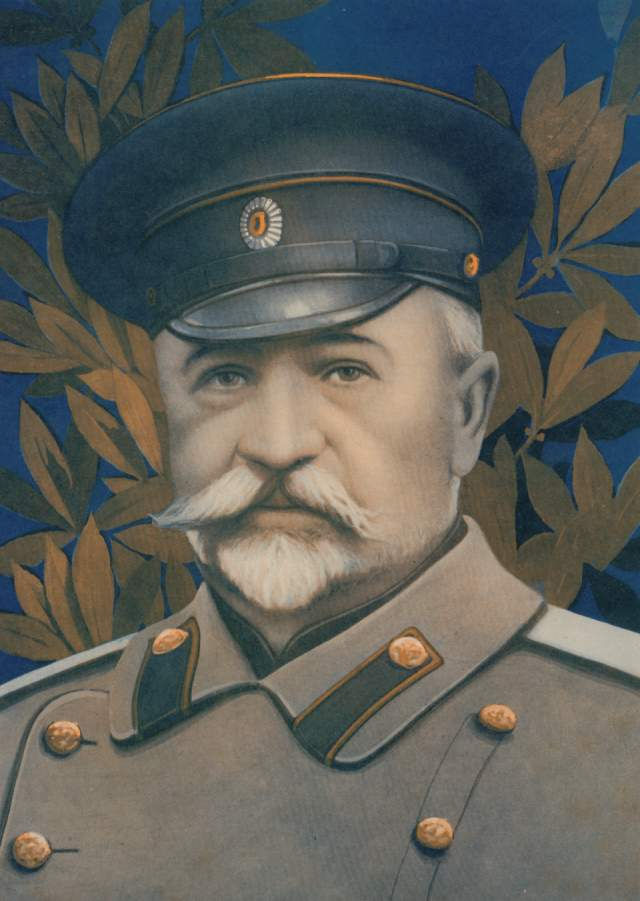
V. V. Szaharov lovassági tábornok
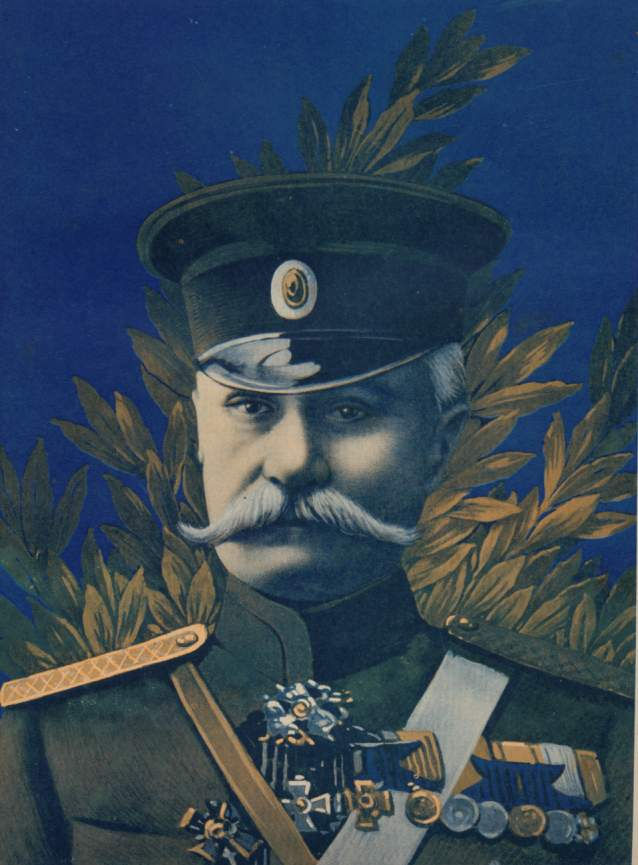
P. A. Lecsickij gyalogsági tábornok

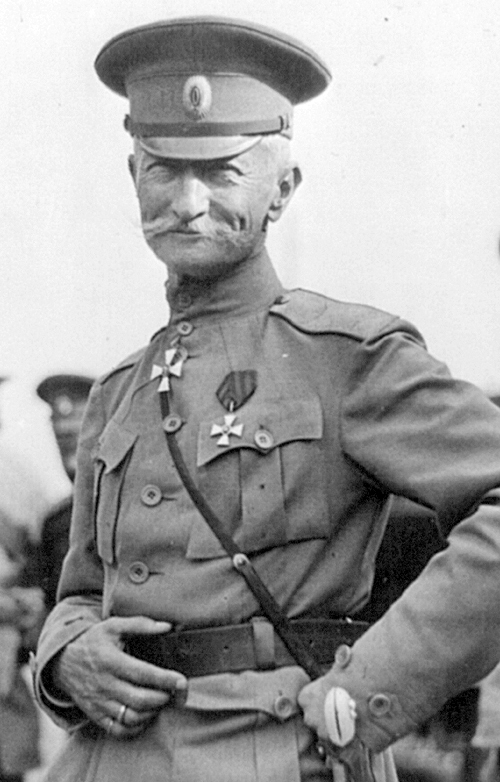
A. A. Bruszilov lovassági tábornok 1917-ben

## Az áttörés
Június 4-én az oroszok az osztrák–magyar védelmi vonalak elleni nagy erejű, pontos, de rövid ideig tartó tüzérségi előkészítéssel nyitották meg az offenzívát. A hangsúlyt az előkészítés rövidségére és pontosságára helyezték, figyelemreméltó ellentétben a korabeli hosszú ideig tartó tüzérségi előkészítéssel, amely időt adott a védőknek, hogy előhozzák a tartalékaikat és kiürítsék a legelső lövészárkokat, és olyan komoly károkat okozott a terepben, hogy a támadók nehezen tudtak előrenyomulni. A támadás kezdetben sikeres volt, az osztrák-magyar vonalakat áttörték, és Bruszilov négy hadserege közül három széles fronton tudott előrenyomulni (lásd még: kosztyuhovkai csata). Az áttörés sikerét nagy mértékben segítette Bruszilov újítása, hogy rohamcsapatokat alkalmazott az osztrák védelmi vonalak gyenge pontjai ellen, amelyek áttörést értek el, amit ezután a fő orosz hadseregek kihasználhattak. Bruszilov taktikai újításai fektették le az alapját a németek beszivárgásos taktikájának (más néven a Hutier-féle taktikának), amelyet később a nyugati fronton használtak.

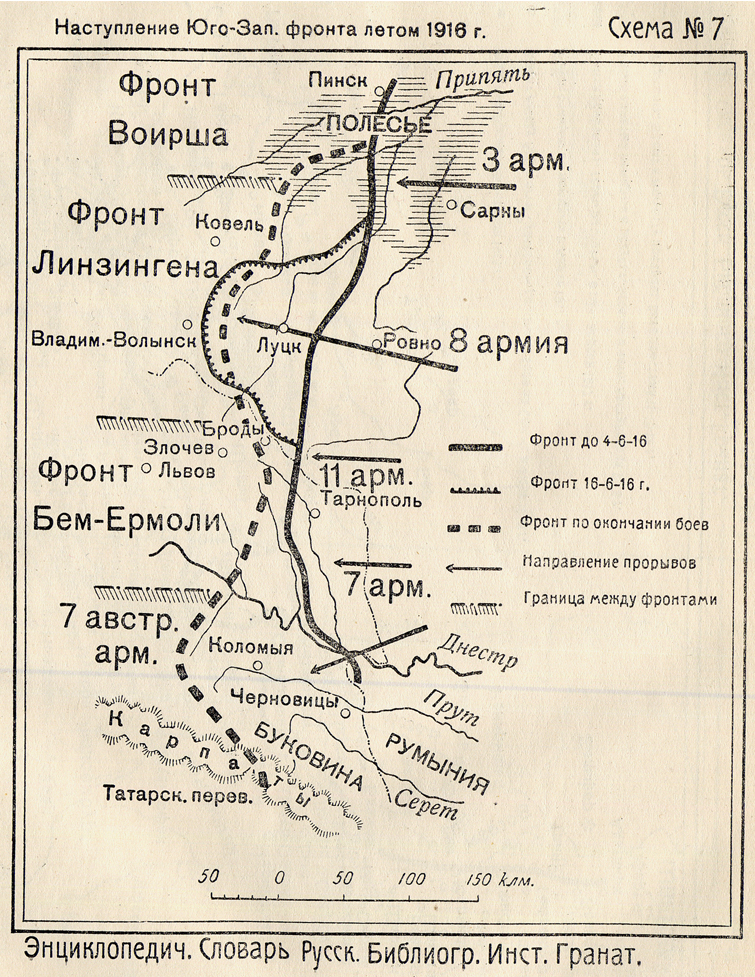
A hadművelet vázlata (orosz nyelvű rajz)

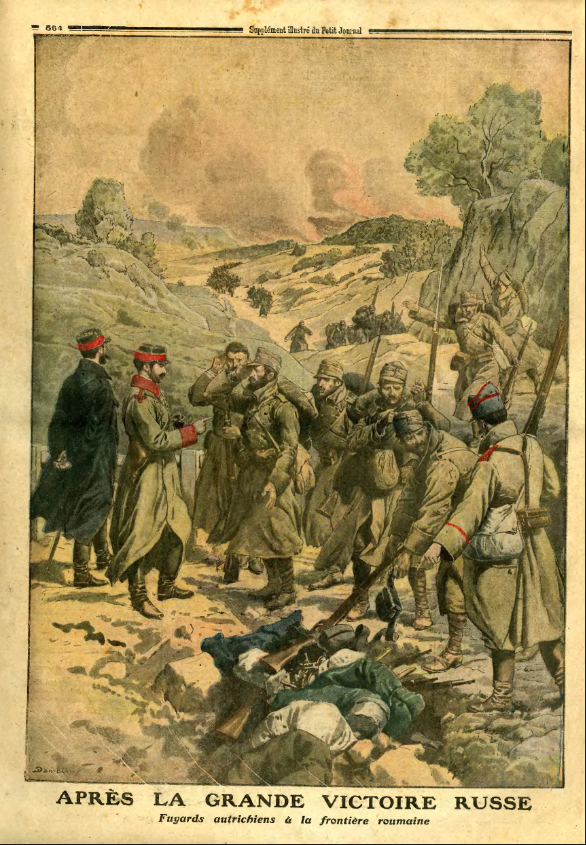
A Bruszilov-offenzíva során fogságba esett osztrák-magyar katonák (francia propagandakép)

## Az előnyomulás
Június 8-án a Kalegyin által vezetett orosz 8. hadsereg (11 gyaloghadosztály és 4 lovashadosztály) bevette Luckot. Az osztrák parancsnok, József Ferdinánd főherceg (4. hadsereg) éppen el tudott menekülni a városból, mielőtt az oroszok bevonultak, ami az orosz előrenyomulás sebességét bizonyítja. Szaharov orosz 11. hadserege (8 gyaloghadosztály, egy lovashadosztály) elfoglalta Dubnót, ezután hamar elakadt. A 4. hadsereg összeomlása azonban Böhm-Ermolli osztrák 2. hadseregét (8 gyaloghadosztály, 2 lovashadosztály) is veszélybe sodorta, és a parancsnok néhány nap múlva utasítást adott a visszavonulásra. A balszárny legszélén a Lecsickij vezette orosz 9. hadsereg (10 gyalog- és 4 lovashadosztály) néhány nap alatt jelentős sikert ért el, ötven kilométert nyomult előre és 100 000 fős veszteséget okozott Pflanzer-Baltin osztrák 7. hadseregének (nyolc és fél gyalog-, négy lovashadosztály), amely, annak ellenére, hogy a nehéztüzérség terén jelentős fölényben volt, már a támadás elején menekülőre fogta. A centrumban a Scserbacsov által vezetett orosz 7. hadsereg (hét gyalog-, valamint három és fél lovashadosztály) már az első nap gyorsan végrehajtotta az átkelést a Sztripa folyón, a 10 gyalog- és 3 lovashadosztályból álló német Déli Hadsereg (von Bothmer) azonban rendezetten vonult vissza. A délen tevékenykedő osztrák–német hadseregek mindkét (osztrákok alkotta) szárnya összeomlott, és a centrumot bekerítés fenyegette. 20-ra az osztrákok minden arcvonalszakaszon visszavonultak, és az oroszok több mint 200 000 foglyot ejtettek.
Bruszilov csapatai előretörés közben egyre jobban elnyújtották összeköttetési vonalaikat, és Bruszilov közölte, hogy a hadművelet további sikere attól függ, hogy Evert megindítja-e az offenzíva rá eső részét. Evert azonban tovább késlekedett, ami időt adott a német főparancsnokságnak, hogy erősítéseket küldjön a keleti frontra.
Luck elestének napján Erich von Falkenhayn német vezérkari főnök meggyőzte osztrák kollégáját, Franz Conrad von Hötzendorf tábornagyot, hogy vonjon el csapatokat az olasz frontról, és dobja át őket az oroszok ellen Galíciába. Ludendorff, a német keleti front (Oberkommando-Ost) vezérkari főnöke újra képes volt felhasználni a jó vasútvonalakat, és német erősítéseket dobott át a frontra.
Június 16-án Alexander von Linsingen vezérezredes, a hadseregcsoport parancsnoka ellentámadást indított első tartalékaival Luck irányába, ezzel azonban csak lélegzetvételnyi szünetet ért el. Június 18-án végül megindult az Evert által vezetett gyenge és rosszul előkészített északi offenzíva. Ezt a régi taktikával hajtották végre, és 80 000 fős veszteség mellett kudarcot vallott. Július 24-én Linsingen ellentámadást indított Koveltől délre, és ideiglenesen megakasztotta az oroszok előretörését.
Július 28-án Bruszilov felújította saját offenzíváját. Ezúttal Kovel elfoglalását tűzte ki célul. Ez a fontos közlekedési csomópont csökkentette volna az északi szárnya elleni támadás lehetőségét, és véleménye szerint visszavonulásra kényszerítette volna az Evert frontján tevékenykedő német hadseregeket. A cél elérése érdekében Bruszilov parancsnoksága alá rendelték a 60 000 fős orosz gárdahadsereget, továbbá a 3. hadsereget (Les tábornok) is, amely korábban a Nyugati Front (Evert) kötelékeibe tartozott. A támadás azonban súlyos veszteségek mellett kudarcot vallott. Az orosz tábornok itt már nem teljesen vette figyelembe saját taktikai újításait. Erre mindmáig nem találtak egyértelmű magyarázatot. Az orosz gárdahadsereget mindenesetre nem a Bruszilov-féle taktika alkalmazására képezték ki.
Bár Bruszilov délen tevékenykedő hadseregei nem kaptak elegendő utánpótlást, szeptember 20-ig elérték a Kárpátokat. Az orosz főhadvezetőség megkezdte a csapatok átdobását Evert frontjáról, hogy megerősítse Bruszilovot. Bruszilov azonban úgy vélte, néhány extra hadtest nem kárpótolja Evert offenzívájának folyamatos elhalasztásáért (és későbbi kudarcáért). Minden, a hadműveletben részt vevő cári alakulat végleg kimerült, és szeptember végén az offenzíva csendben kimúlt, amikor orosz csapatokat kellett átdobni Románia támogatására. A román hadsereg csapatai ugyanis az antant biztatására, a Bruszilov-offenzíva sikerén felbátorodva benyomultak Erdélybe, de az ellentámadás visszavetette őket, és vereségük nyomán Románia területét megszállták a német, osztrák–magyar és bolgár csapatok.

### Nemzetközi reakciók
1916. június 18-án a „Hero of the Hour in Russia, Described Intimately by One Who Knows Him Well” című cikk, amelyet Bruszilov sógora, Charles Johnston írt, megjelent a New York Timesban.

## Következmények

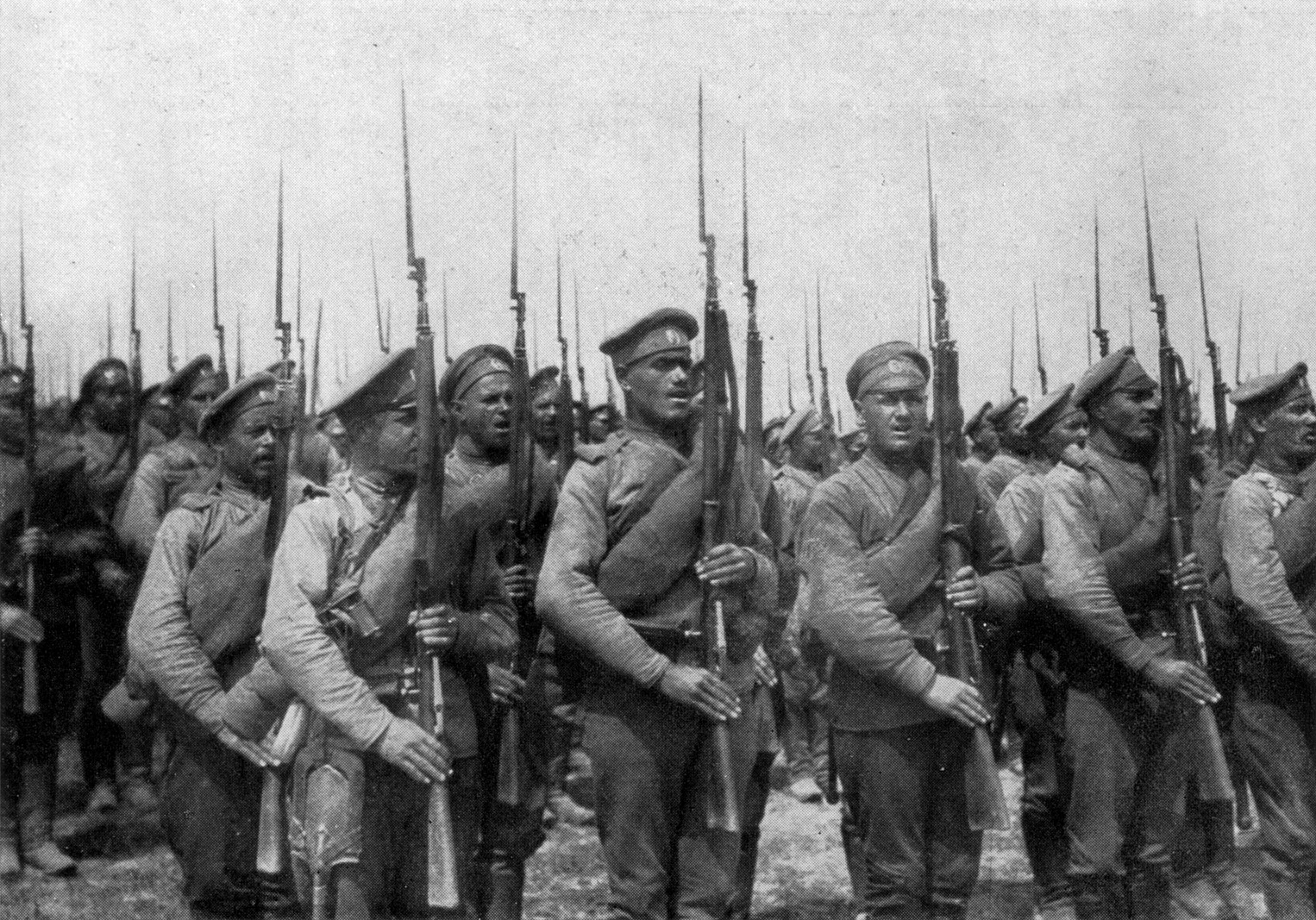
Orosz gyalogság

Bruszilov hadművelete elérte eredeti célját. Az offenzíva tehermentesítette a nyugati fronton Verdunt védelmező francia haderőt. A németeknek le kellett állítaniuk a város elleni támadást, és csapataik számottevő részét átdobták a keleti frontra. Július elejétől az antant a Somme folyónál ellentámadásba ment át, amely megakadályozta a jelentősebb német csapatátcsoportosítást az orosz frontra. A Monarchiának félbe kellett szakítania a sikeresen induló dél-tiroli offenzívát, az olaszok augusztus elején meg tudták indítani a hatodik isonzói csatát, amelyben elfoglalták Görzöt. A központi hatalmak mindhárom fő fronton védekezésbe szorultak. A Bruszilov-offenzíva első heteiben az oroszok közel 300 000 hadifoglyot ejtettek, a Monarchia további embervesztesége halottakban, sebesültekben további 200 000 fő volt. A központi hatalmak a világháború addigi legjelentősebb területveszteségét szenvedték el (25 000 km²). Az orosz hadsereg visszafoglalta Czernowitzot, Kelet-Bukovinát és a fontos kárpáti hágókhoz vezető utakat is.
A vereség megtörte az osztrák–magyar legénység harci szellemét és erkölcsi tartását. A súlyos veszteségek 750 000 fő, beleértve 380 000 hadifoglyot. A cs. és kir. haderő már az offenzívát megelőző évben sem tudott sikeres támadást indítani, katonai sikereit a német hadsereg támogatásával érte el. Az offenzíva kezdeti sikere augusztusban Romániát is felbátorította a hadba lépésre az antant oldalán, elsősorban magyar államterületek megszerzésének céljával. (Ez középtávon hibás döntésnek bizonyult, mivel az 1916-os erdélyi román hadjáratot az osztrák–magyar haderő, német és bolgár segítséggel visszaverte, Oroszországnak a háborúból való kilépése után Románia elszigetelődött, és kénytelen volt békét kérni, területe 1918-ig a központi hatalmak megszállása alá került. Románia hadba lépésétől az orosz haderő bal szárnyának tehermentesítését várták el, de 1917-ben az orosz erők a romániai frontszakaszon is súlyos vereségeket szenvedtek.
Az orosz haderő veszteségei is jelentősek voltak, elérték az 1 400 000 főt. A Bruszilov-offenzíva a világtörténelem legtöbb halálos áldozattal járó összecsapásai közé tartozik.
A Bruszilov-offenzíva volt az orosz katonai erőfeszítés tetőpontja az első világháborúban, és a jó vezetés és tervezés ritka megnyilvánulása a cári orosz hadsereg részéről. Ezután az orosz hadsereg harcértéke hanyatlásnak indult, a hátországban kialakult romló gazdasági és politikai helyzet következtében, amelyen a hadsereg súlyos veszteségei sem könnyítettek. Még akkor is, miközben a németek és az osztrákok visszavonultak, legalább 58 016 orosz katona dezertált. Ez csak előrevetítette az 1917-ben bekövetkező eseményeket, amikor az orosz forradalom, majd a bolsevik hatalomátvétel nyomán a háborús mérleg nyelve (átmenetileg) ismét Németország javára billent (breszt-litovszki béke).
A hadműveletet az orosz taktika jelentős minőségi javulása jellemezte. Bruszilov kisebb, speciális katonai alakulatokkal támadta meg a gyenge pontokat az osztrák–magyar védelmi vonalakon, amelyek réseket nyitottak az orosz hadsereg többi része előtt. Ez a rohamtaktika figyelemreméltó eltérés volt az „emberi hullám”-taktikától, amely eddig az első világháború alatt a kor összes jelentősebb hadseregében uralkodott. A történelem iróniája, hogy az oroszok maguk nem ismerték fel a Bruszilov által alkalmazott taktikában rejlő lehetőségeket. Végül Németország hasznosította a mintát, és nagy sikerrel alkalmazta a „rohamcsapatokat” 1917 végén a caporettói áttörésnél és 1918-ban a nyugati fronton indított tavaszi offenzíva (első világháború) kezdetén. Az új taktikát a nyugati szövetségesek gyorsan lemásoltak, és még nagyobb sikerrel használtak fel. Ez a taktika később nagy szerepet játszott a második világháború korai német villámháborús sikereiben, valamint a Szovjetunió és a nyugati szövetségesek 1944–45-ös támadásaiban, továbbá a koreai háborúban és az indokínai háborúban, amely néhány, főleg afrikai országot leszámítva, mindenhol véget vetett a tömeges lövészárok-hadviselés korszakának.

## Fordítás
- Ez a szócikk részben vagy egészben  a   Brusilov Offensive című angol Wikipédia-szócikk ezen változatának fordításán alapul.  Az eredeti cikk szerkesztőit annak laptörténete sorolja fel. Ez a jelzés csupán a megfogalmazás eredetét és a szerzői jogokat jelzi, nem szolgál a cikkben szereplő információk forrásmegjelöléseként.